# Thouars-sur-Arize
Thouars-sur-Arize település Franciaországban, Ariège megyében. Lakosainak száma 40 fő (2022. január 1.). Thouars-sur-Arize Fornex és Montesquieu-Volvestre községekkel határos.

## Népesség
A település népessége az elmúlt években az alábbi módon változott:
| Lakosok száma | 44   | 37   | 39   | 48   | 51   | 51   | 52   | 47   | 44   | 40   |
|               | 1968 | 1982 | 1990 | 2006 | 2013 | 2015 | 2017 | 2019 | 2020 | 2022 |